# 6293 Oberpfalz
6293 Oberpfalz eller 1987 WV1 är en asteroid i huvudbältet som upptäcktes den 26 november 1987 av den tyske astronomen Freimut Börngen vid Tautenburg-observatoriet. Den är uppkallad efter den tyska regionen Oberpfalz.
Asteroiden har en diameter på ungefär 5 kilometer.